# Рагойша В'ячеслав Петрович
Рагойша В'ячеслав Петрович (нар. 1942) — український та білоруський літературознавець. Доктор філологічних наук, професор, завідувач кафедри теорії літератури Білоруського державного університету, голова Міжнародного фонду Янки Купали. Член Спілки письменників Білорусі та України.

## Біографія
Народ. 5 червня 1942 р. в с. Раків Воложинського району Мінської області, закінчив філологічний факультет Білоруського державного університету. Захистив докторську дисертацію з філології. Лауреат Міжнародної премії
імені І. Франка.

## Творчість
Кандидатська дисертація: «Паэтыка Максіма Танка: Культура вобраза. Характар верша», Мєнск, 1967.
Автор книжок «Білорусько-українські літературні зв'язки початку ХХ століття» (у співавторстві з
Т. Кобржицькою), «І несе вона дар. Білоруська поезія російською та українською мовами», «Проблемы
перевода с близкородственных языков: Белорусско-русско-украинский поэтический взаимоперевод», «І відгукнеться слово в слові» та ін.
Окремі видання:
- Рагойша В. П. На шляху да Парнаса: Давед. маладога літаратара: Для ст. шк узросту. -Мінск, 2003. — 158 с.